# Zdolność pomiarowa CMC
Zdolność pomiarowa CMC (ang. calibration and measurement capability) to najmniejsza niepewność pomiaru, jaką laboratorium wzorcujące jest w stanie osiągnąć w trakcie rutynowo przeprowadzanego wzorcowania, będąca zazwyczaj niepewnością rozszerzoną przy poziomie ufności ok. 95 procent.
Akredytowane laboratoria wzorcujące (spełniające wymagania normy PN-EN ISO/IEC 17025:2005) są zobligowane do szacowania niepewności pomiaru dla wszystkich wzorcowań i pomiarów objętych zakresem akredytacji. Laboratorium wzorcujące w ramach swojego zakresu akredytacji nie może wystawić świadectwa wzorcowania z niepewnością rozszerzoną mniejszą, niż ta podana i zatwierdzona jako CMC.
Nie oznacza to jednak, że każdy wzorcowany w danym Laboratorium przyrząd pomiarowy, będzie miał na świadectwie podaną niepewność pomiaru równą CMC (która znajduje się w zakresie akredytacji Laboratorium – przykładowy zakres akredytacji na stronie PCA oraz na stronie własnej Akredytowanego Laboratorium Wzorcującego nr AP 162).
Niepewność pomiaru jest uzależniona od wielu różnych składników budżetu niepewności, m.in. rozdzielczości czy powtarzalności wskazań przyrządu pomiarowego. Zazwyczaj niepewność podana na świadectwie jest trochę większa niż CMC (przy bardzo zużytych przyrządach wzorcowanych, mających duże błędy i małą powtarzalność wskazań, niepewność może być znacząco większa niż CMC).